# 陸建瀛
陸建瀛（1792年—1853年3月19日），字立夫、一字仲白，湖北沔陽人，清朝政治人物，累官兩江總督，太平軍破江寧（今南京）時身死。

## 生平
道光二年（1822年）進士。選庶吉士，散館授編修，直上書房，洊遷中允。大考，擢侍講，轉侍讀。道光二十年（1840年），出為直隸天津道，累擢布政使。道光二十六年（1846年）升雲南巡撫，同年調江蘇巡撫。道光二十九年（1849年）四月任兩江總督，
咸豐三年（1853年）二月，太平軍攻江寧。陆建瀛于仪凤门督战，但夜间回宿总督府。太平军半夜以穴地攻城之法攻破仪凤门，陆建瀛即乘“四人绿呢小舆”企图逃入江宁满城（即江宁驻防八旗所驻守的内城，原明朝迁都之前之皇城），遭江宁将军祥厚拒绝入城。陆建瀛不得已返回仪凤门督战，半路遭遇太平军一支数百人的突击队。“轿夫四散”，一个官员企图背着陆建瀛逃走（原文“将负而趋”），但未能成功，陆被太平军杀死於兩江總督府內小校場。而《清史稿》中则称“建瀛易服走，为寇所戕”。

## 身后
在江寧城破前，江寧將軍祥厚等人上疏彈劾陸建瀛指揮作戰無方，咸豐帝下令把陸建瀛革職治罪，可是公文未送到江寧而陸建瀛已戰死，皇帝知道後恢復了他的總督銜，依例議恤，還其家產，後來因為御史方俊反對而撤回恤典。
陸建瀛的兒子陸鍾漢後來官至江苏知府。咸丰十年，在军押送粮饷，遇太平軍於江阴，戰歿，赠太仆寺卿。

## 延伸阅读
[在维基数据编辑]
 《清史稿·卷397》，出自趙爾巽《清史稿》

## 外部連結
- 資料連結 （页面存档备份，存于），中研院史語所明清檔案工作室。